# Mammaliaformes
Mammaliaformes são um grupo de pequenos terapsídeos extremamente que inclui mamíferos e alguns ancestrais do grupo. Os Mammaliaformes são classificados como mamíferos verdadeiros para alguns, mas eles não cabem na definição mais aceita de que os mamíferos são compostos por: "O último ancestral comum do Ornithorhynchus anatinus e do Homo sapiens e todos os seus descendentes vivos e extintos".

## Taxonomia
- Classe Synapsida
  - Subordem Cynodontia
    - Prozostrodon
    - MAMALIFORMES
      - Ramo Allotheria (= Multituberculata[carece de fontes?])
      - Família Megazostrodontidae
      - Adelobasileus
      - Ordem Sinoconodonta
      -  ?Ordem Haramiyida
      - Ordem Morganucodonta
      - Ordem Docodonta
      - Hadrocodium
      - Ordem Symmetrodonta
      - Classe Mammalia